# Anton Mackowiak
Anton Mackowiak (ur. 29 września 1922 w Dortmundzie, zm. 22 grudnia 2013 tamże) – niemiecki i zachodnioniemiecki zapaśnik walczący w obu stylach. Olimpijczyk z Helsinek 1952, gdzie zajął dziewiąte miejsce w stylu klasycznym i dziesiąte w stylu wolnym. Walczył w kategorii do 73 kg.
Wicemistrz świata w 1955 roku.
Mistrz Niemiec w 1951, w stylu wolnym. Mistrz w stylu klasycznym w 1950, 1952 i 1954 roku.

## Letnie Igrzyska Olimpijskie 1952
| Konkurencja           | Rundy eliminacyjne      | Rundy eliminacyjne  | Rundy eliminacyjne      | Klas. końcowa |
| Konkurencja           | Przeciwnik I            | Przeciwnik II       | Przeciwnik III          | Miejsce       |
| --------------------- | ----------------------- | ------------------- | ----------------------- | ------------- |
| 73 kg styl klasycznym | Gösta Andersson (SWE) P | Jos De Jong (BEL) Z | Miklós Szilvásy (HUN) P | 9.            |

| Konkurencja       | Rundy eliminacyjne      | Rundy eliminacyjne    | Rundy eliminacyjne | Klas. końcowa |
| Konkurencja       | Przeciwnik I            | Przeciwnik II         | Przeciwnik III     | Miejsce       |
| ----------------- | ----------------------- | --------------------- | ------------------ | ------------- |
| 73 kg styl wolnym | Arvedo Cecchini (ITA) Z | Daniel Hauser (SUI) Z | Per Berlin (SWE) P | 10.           |